# The Glimmer Twins
The Glimmer Twins er et pseudonym, der blev givet til Mick Jagger og Keith Richards fra The Rolling Stones. De to bruger det ofte når de producerer, og kreditere Stones albums. Navnet stammede efter sigende under en ferie som Jagger og Richards var på i Brasilien, i 1969, sammen med deres daværende kærester Marianne Faithfull og Anita Pallenberg. 
Ved forskellige måltider, hvor et ældre engelske par spiste ved det samme bord som rock stjernerne, blev de ved med at spørge Richards og Jagger hvem de var. Da de nægtede at fortælle dem hvem de var, hvad rygterne fortæller, blev det ældre par ved med at sige: Bare give os noget glimmer (som giv os et hint om jeres rigtige navne), for parret genkendte dem fra forskellige fjernsynsprogrammer og aviser, men kunne i første omgang ikke huske hvorfra . 
Jagger og Richards var så fornøjet over denne talemåde, at de begyndte at kalde dem selv for The Glimmer Twins, når de skulle producere Rolling Stones plader. Pseudonymet The Glimmer Twins optrådte første gang på albummet It's Only Rock 'n' Roll, som Jagger og Richards måtte overtage ansvaret for under produktionen. Det blev dengang ikke givet nogle forklaring på hvem der skjulte sig bag det. 

## Album af The Glimmer Twins
- It's Only Rock 'n' Roll
- Black and Blue
- Love You Live
- Some Girls
- Emotional Rescue
- Sucking in the Seventies
- Tattoo You
- Still Life (American Concert 1981)
- Undercover (Co-producer Chris Kimsey)
- Dirty Work (Co-producer Steve Lillywhite)
- Steel Wheels (Co-producer Chris Kimsey)
- Flashpoint (Co-producer Chris Kimsey)
- Voodoo Lounge (Co-producer Don Was)
- Stripped (Co-producer Don Was)
- Bridges to Babylon (Co-producer Don Was; Rob Fraboni, Danny Saber, Pierre de Beauport og The Dust Brothers)
- A Bigger Bang (Co-producer Don Was)

## Eksterne kilder og henvisninger
- http://www.timeisonourside.com/twins.html

### Fodnote
1. ↑  The Glimmer Twins